# Maglóca, Győr-Moson-Sopron
Maglóca  este un sat în districtul Csorna, județul Győr-Moson-Sopron, Ungaria, având o populație de 89 de locuitori (2011). 

## Demografie
Componența etnică a satului Maglóca
     Maghiari (84,76%)
     Romi (12,38%)
     Necunoscut (2,86%)
     Alții (2,86%)
Componența confesională a satului Maglóca
     Romano-catolici (82,02%)
     Reformați (3,37%)
     Necunoscută (14,61%)
Conform recensământului din 2011, satul Maglóca avea 89 de locuitori. Din punct de vedere etnic, majoritatea locuitorilor (84,76%) erau maghiari, cu o minoritate de romi (12,38%). Apartenența etnică nu este cunoscută în cazul a 2,86% din locuitori.  Din punct de vedere confesional, majoritatea locuitorilor (82,02%) erau romano-catolici, cu o minoritate de reformați (3,37%). Pentru 14,61% din locuitori nu este cunoscută apartenența confesională.